# North American YF-107 Ultra Sabre
Le North American YF-107 Ultra Sabre est un prototype d'avion de chasse américain des années 1950 développé à partir du F-100 Super Sabre. Construit à seulement trois exemplaires, il a notamment servi au sein du National Advisory Committee for Aeronautics.

## Historique

### Développement
Développé sur fonds propres par North American à partir de 1953 pour pouvoir fournir un chasseur-bombardier à l'US Air Force, le YF-107 Ultra Sabre fut d'abord connu sous la désignation constructeur NAA-211. Dès le départ, l'avion présentait une architecture surprenante avec son turboréacteur installé en position d'extrados de fuselage.
Sa motorisation était assurée par un Pratt & Whitney J75-P9, un réacteur de la même famille que celui équipant le Convair F-106 Delta Dart. Son installation particulière obligea les ingénieurs et designers de l'avionneur à revoir les principes d'écoulement laminaire afin de ne créer aucun obstacle avant l'entrée d'air, et notamment au niveau du nez de l'avion. La bulle du cockpit fut également revue. La perche de ravitaillement en vol du F-100 avait disparu.
Pour le reste l'avion se présentait sous la forme d'un monoplan à aile basse en flèche monoréacteur de construction métallique. Il disposait d'un train d'atterrissage tricycle escamotable à jambes mobiles non carénés. Son armement se composait de quatre canons fixe de calibre 20 mm installés deux par deux de part et d'autre du fuselage au niveau du cockpit. Une charge de bombes externe de 4 500 kg pouvait être emportée. Initialement l'Ultra Sabre n'était pas prévu pour être ravitaillé en vol.
Initialement connus comme F-100B, trois appareils de présérie furent commandés en 1954. L'US Air Force s'intéressa de près à cet avion qui avait la qualité d'allier le poste de pilotage déjà connu du Super Sabre avec une technologie novatrice. Cependant opposé au Republic YF-105 l'avion ne suscita plus l'intérêt des responsables militaires américains, qui choisirent le Thunderchief car il avait une soute à bombes interne, et le positionnement des entrées d'air du TF-107 étaient vraiment peu adaptées pour le vol à forte incidence.

### En service

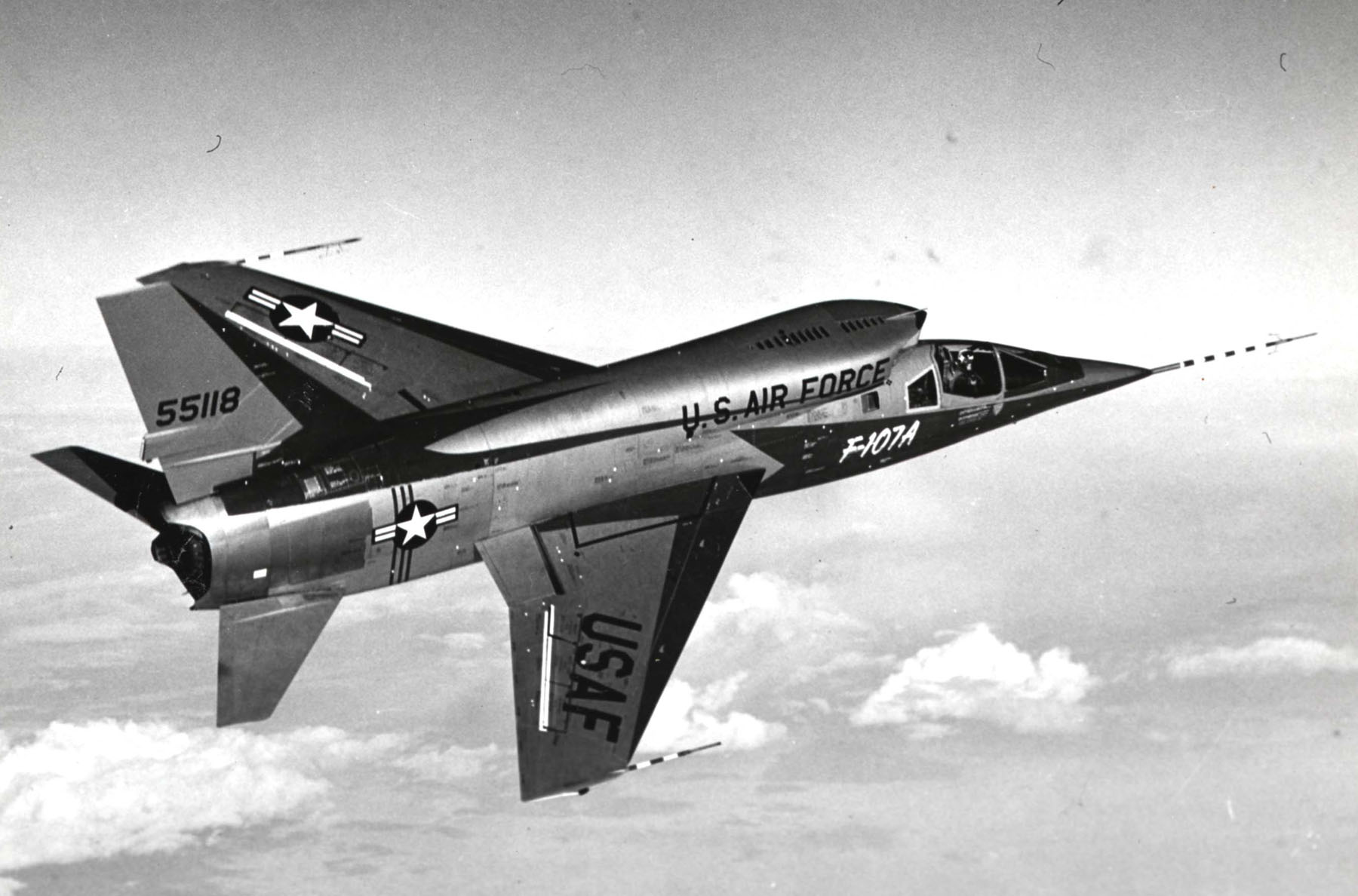
LUltra Sabre en vol.

Après avoir été essayé en vol par l'US Air Force l'avion a connu une « seconde vie » auprès du NACA qui l'utilisa comme avion d'entraînement avancé dans le cadre du développement de l'avion de recherche North American X-15. Retirés du service en novembre 1958, ils finirent leurs carrières sous les couleurs de la NASA.

### Patronyme
Bien qu'officiellement désigné Ultra Sabre, l'avion fut surnommé Super Super Sabre par ses détracteurs, tant sa ressemblance avec le F-100 était grande.

### Utilisateurs
- États-Unis
  - US Air Force, pour essais seulement.
  - National Advisory Committee for Aeronautics.
  - National Aeronautics and Space Administration.

## Versions et désignations

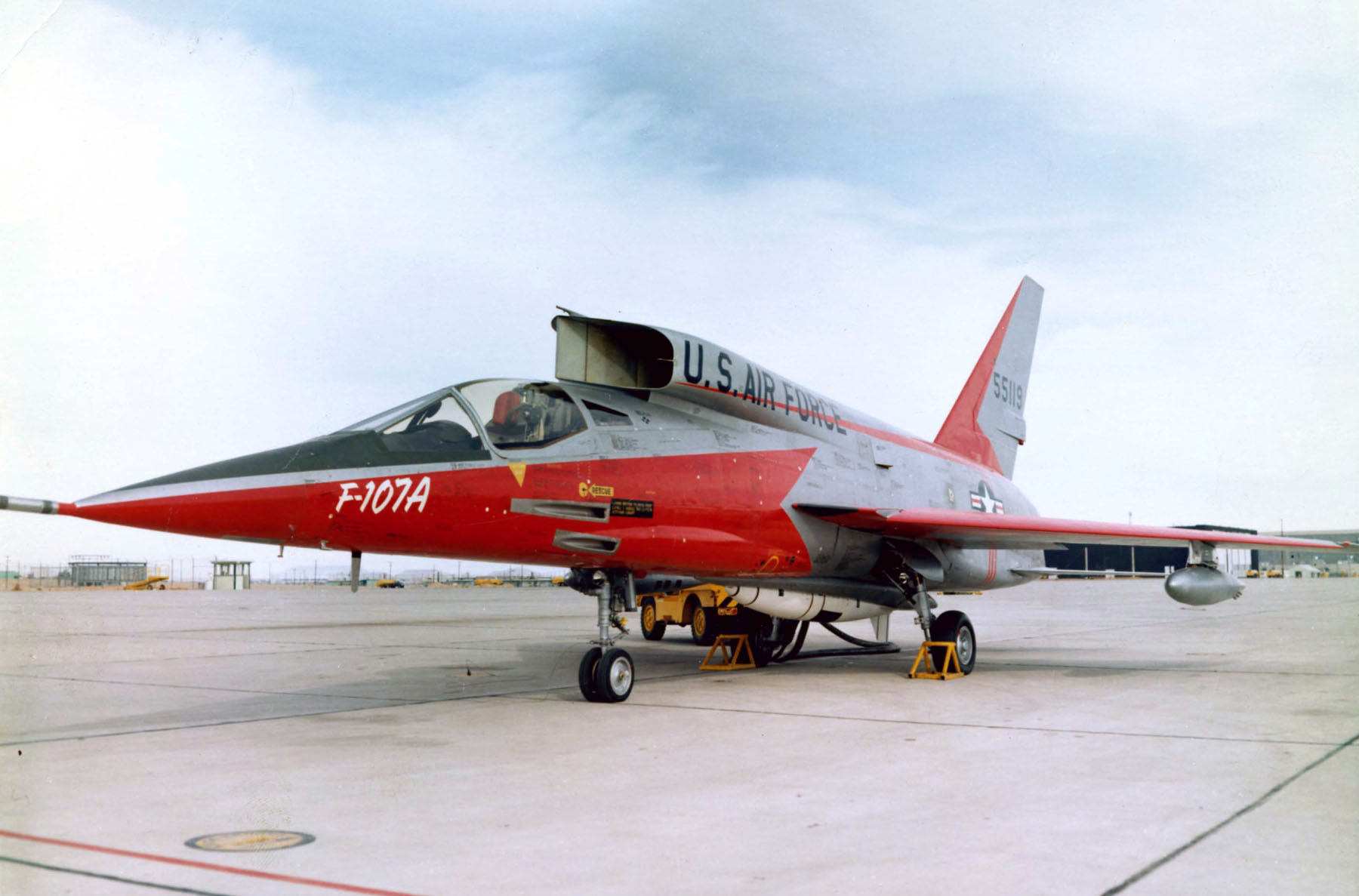
North American F-107A en couleur.

### Désignations
- NAA-211 : Désignation d'origine donnée au programme par l'avionneur North American Aviation.
- NAA-212 : Désignation finale[4] donnée au programme par l'avionneur North American Aviation.
- F-100B : Désignation d'origine donnée au programme par l'US Air Force.
- YF-107 : Désignation finale donnée au programme par l'US Air Force, le NACA puis la NASA.
- F-107A : Désignation temporaire[8] donnée au premier avion de présérie donnée par l'avionneur North American Aviation et par la NASA.

## Situation des appareils

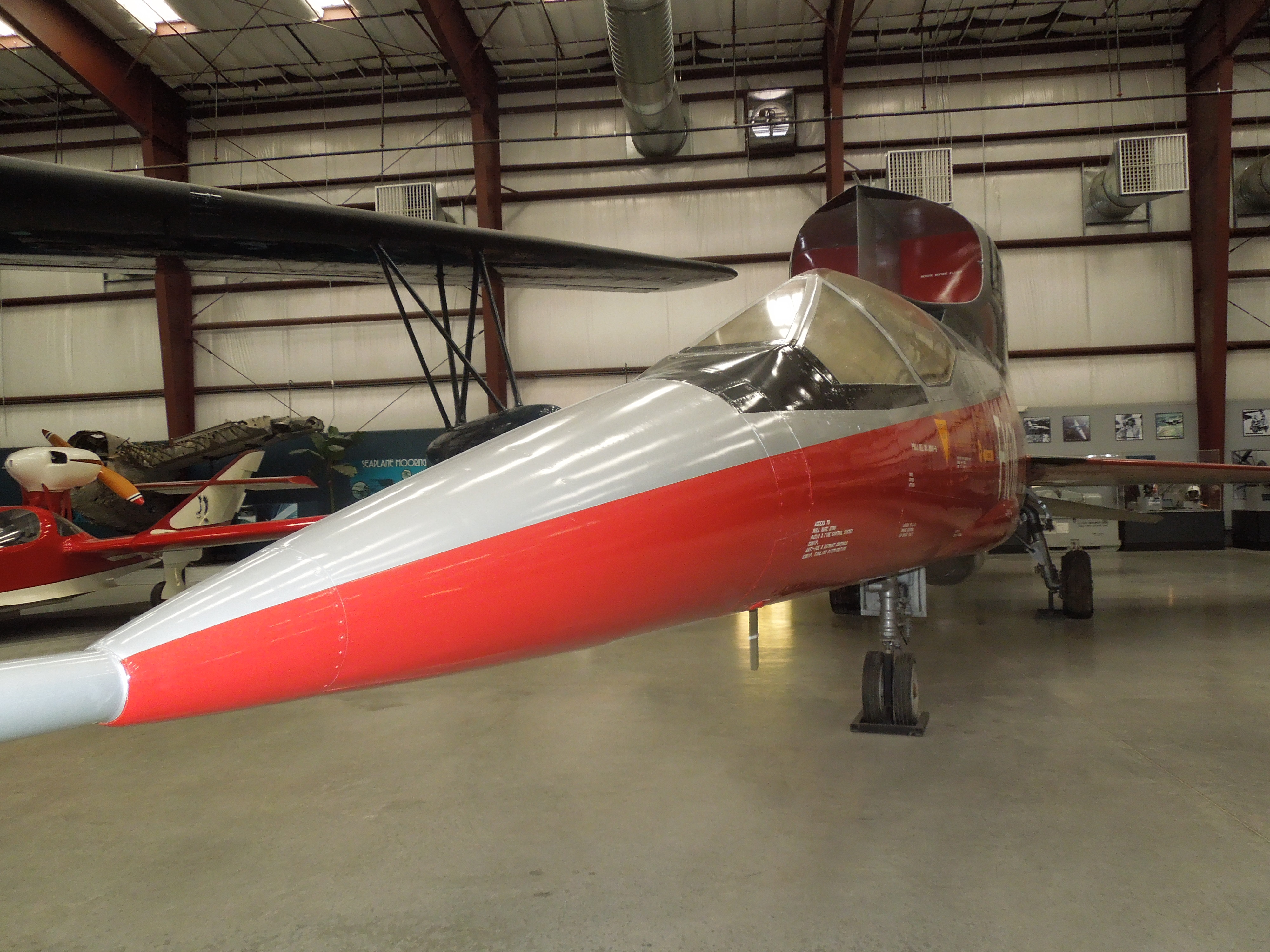
YF-107A Ultra Sabre exposé au musée de Pima.

Sur les trois North American F-107A Ultra Sabre construits, deux sont préservés dans des musées aéronautiques américains.
- Le premier YF-107A Ultra Sabre, portant le serial 55-5118, est exposé au Pima Air and Space Museum[9] dans l'Arizona. L'appareil est restauré entre mars 2001 et avril 2002[10]
- L'YF-107A Ultra Sabre, portant le serial 55-5119 au National Museum of the United States Air Force[11] dans l'Ohio.
- Le troisième appareil (serial 55-5120) est utilisé par le NACA puis exposé, à son retrait sur la base Edwards. Il est récupéré par l'Air Force à la mi-1960 et le fuselage est déplacé vers la Sheppard Air Force Base pour l'entraînement des pompiers, avant d'être détruit peu de temps après[12].